# NAACP Image Award
De NAACP Image Awards, ook wel Image Award genoemd, is een Amerikaanse literatuurprijs die jaarlijks wordt uitgereikt door de Amerikaanse National Association for the Advancement of Colored People ter erkenning van prestaties van kleurlingen op het gebied van film, televisie, muziek en literatuur.

## Achtergrond
Net als bij andere prijzen zoals de Oscars en de Grammys, worden de winnaars in de 35 categorieën die de prijs kent gekozen door een comité, in dit geval van leden van de NAACP. Er zijn ook enkele eervolle prijzen zoals de President's Award, de Chairman's Award, Entertainer of the Year en The Image Award Hall of Fame.
De prijzen werden voor het eerst gepresenteerd in 1969. In 1974 werd de uitreiking van de prijzen voor het eerst op nationale televisie uitgezonden. In 2007 werd de uitreiking voor het eerst live uitgezonden. De ceremonie vindt meestal plaats in of rond Los Angeles en februari of begin maart.

## Categorieën

### Film
- Outstanding Motion Picture
- Outstanding Actress in a Motion Picture
- Outstanding Actor in a Motion Picture
- Outstanding Supporting Actress in a Motion Picture
- Outstanding Supporting Actor in a Motion Picture

### Televisie
- Outstanding Drama Series
- Outstanding Actress in a Drama Series
- Outstanding Actor in a Drama Series
- Outstanding Supporting Actress in a Drama Series
- Outstanding Supporting Actor in a Drama Series
- Outstanding Director in a Drama Series
- Outstanding Writer in a Drama Series
- Outstanding Children's Program
- Outstanding Comedy Series
- Outstanding Actress in a Comedy Series
- Outstanding Actor in a Comedy Series
- Outstanding Supporting Actress in a Comedy Series
- Outstanding Supporting Actor in a Comedy Series
- Outstanding Actress in a Daytime Drama Series
- Outstanding Actor in a Daytime Drama Series
- Outstanding Television Movie, Mini-Series or Dramatic Special
- Outstanding Actress in a Television Movie, Mini-Series or Dramatic Special
- Outstanding Actor in a Television Movie, Mini-Series or Dramatic Special
- Outstanding Performance in a Youth/Children's Series or Special
- Outstanding News, Talk or Information - Series or Special
- Outstanding Variety - Series or Special

### Muziek
- Outstanding New Artist
- Outstanding Female Artist
- Outstanding Male Artist
- Outstanding Duo or Group
- Outstanding Jazz Artist
- Outstanding Gospel Artist
- Outstanding Music Video
- Outstanding Song
- Outstanding Album

### Speciale prijzen
- Chairman's Award
- President's Award
- Hall of Fame Award
- Entertainer of the Year